# Iván Trujillo
Iván Trujillo (Santander de Quilichao, Cauca, Colombia; 28 de junio de 1982) es un exfutbolista colombiano. Jugaba de delantero centro.

## Trayectoria
Luego de un buen segundo semestre de 2007 con La Equidad, club con el que fue subcampeón del Torneo Finalización, Trujillo fue trasferido a la Major League Soccer de los Estados Unidos, concretamente al Kansas City Wizards, club con el que no tuvo mayor regularidad.
Para el año 2009, el delantero regresa a Colombia. Se había dicho que estaba en el Real Cartagena, pero finalmente recaló en el Deportes Quindío. En 2010, luego de un regular año con el Quindío, volvía al fútbol internacional, esta vez para jugar con el Caracas F. C. de la Primera División de Venezuela. Sin embargo, no pudo pasar los exámenes médicos y regresó al Quindío, en julio de 2011 pasa al Deportivo Zacapa de Guatemala, en enero de 2012 llega al América de Cali en busca del ascenso tiene un buen primer semestre logrando el título del apertura aunque se dijo que iría al Cúcuta Deportivo se quedó en América.

## Clubes
| Club                | País           | Año         |
| ------------------- | -------------- | ----------- |
| Deportivo Cali      | Colombia       | 2004        |
| Monagas SC          | Venezuela      | 2004        |
| Atlético Huila      | Colombia       | 2005        |
| Caracas F. C.       | Venezuela      | 2005        |
| Deportivo Cali      | Colombia       | 2006        |
| Once Caldas         | Colombia       | 2007        |
| La Equidad          | Colombia       | 2007        |
| Kansas City Wizards | Estados Unidos | 2008        |
| Deportes Quindío    | Colombia       | 2009 - 2010 |
| Deportivo Zacapa    | Guatemala      | 2011        |
| América de Cali     | Colombia       | 2012        |
| Llaneros FC         | Colombia       | 2013        |
| ACD Lara            | Venezuela      | 2014        |

## Palmarés

### Campeonatos nacionales
| Título               | Club            | País     | Año  |
| -------------------- | --------------- | -------- | ---- |
| Primera B (Apertura) | América de Cali | Colombia | 2012 |